# TERF

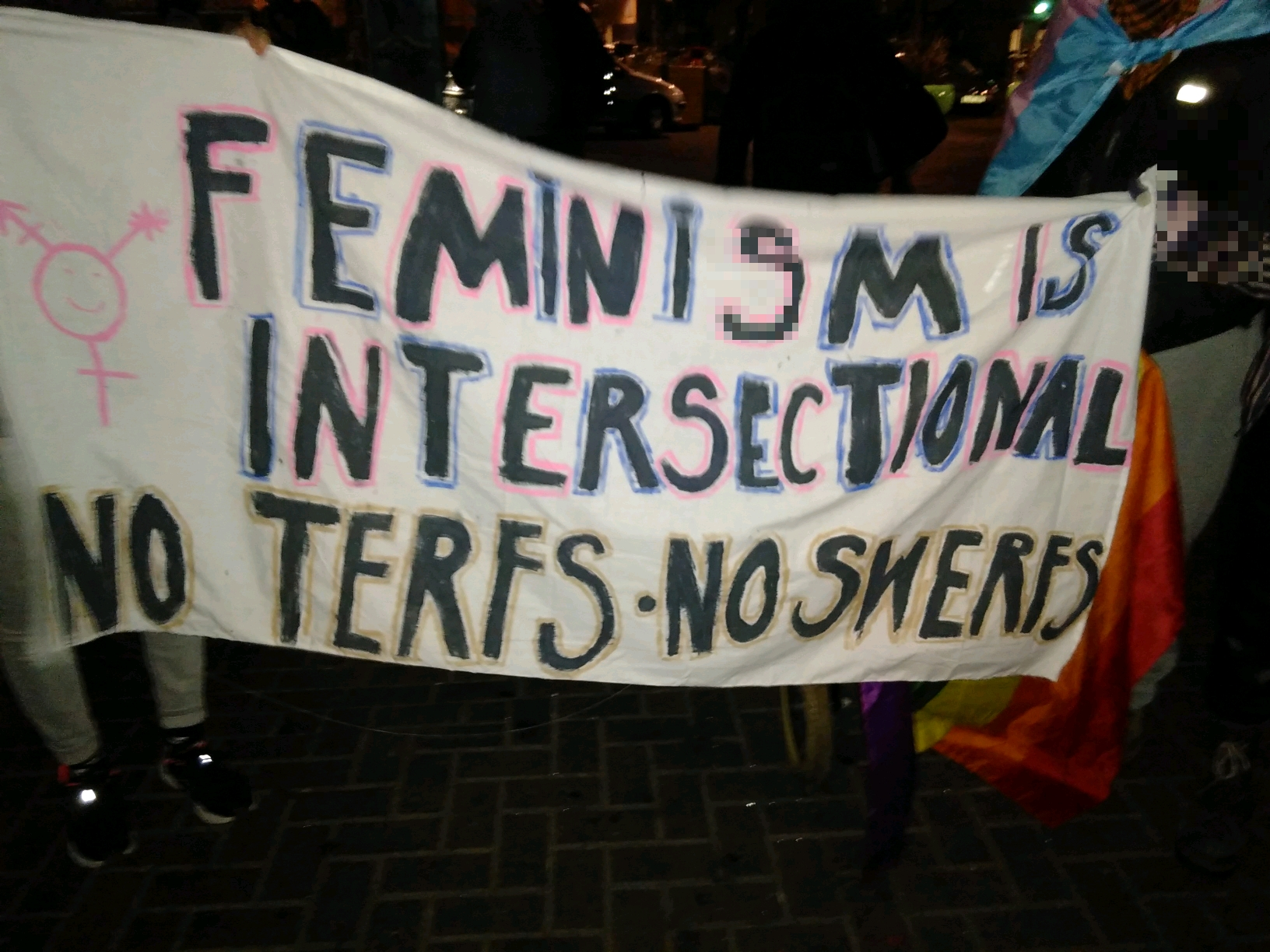
Transparent podporující intersekcionální feminismus na protestu v Londýně, 2020

Jako TERF (akronym trans-exclusionary radical feminist) jsou označováni feministé, původně ti radikální, kteří nepovažují trans ženy za součást feministického hnutí, tedy za ženy vůbec, jsou proti přítomnosti trans žen v prostorách vyhrazených pro ženy a staví se proti legislativě související s právy transgenderových osob. Poprvé byl výraz použit v roce 2008, od té doby se jeho význam rozšířil a je používán i pro osoby, které jinak ideologicky nevyznávají radikální feminismus. Osoby takto označené považují slovo za urážlivé a podle kritiků je užíváno příliš zeširoka a omezuje otevřenou debatu.
Mezi osobnosti jejich odpůrci označované za „TERFky“ patří například feministka Germaine Greerová nebo spisovatelka J. K. Rowlingová.